# نویهارلینگرسیل
نویهارلینگرسیل (به آلمانی: Neuharlingersiel) یک شهر در آلمان است که در Esens واقع شده‌است. نویهارلینگرسیل ۱٬۰۹۶ نفر جمعیت دارد.